# 酱汁肉
酱汁肉，又名酒焖汁肉，是江苏苏州的地方特色卤菜，有300余年的历史。每年春季供应，与荷叶粉蒸肉、扣肉、酱方并称为“苏州一年里的四块肉”。
酱汁肉采用猪五花肋条肉，切为大块，洗净焯水后，用老卤烧制三小时余，其间还要添加红曲米及白糖，以形成红艳色泽。成品具有酥而不烂、入口即化的特点。在苏州，酱汁肉以老字号陆稿荐所制最为知名。